# Tramwaje w Des Moines
Tramwaje w Des Moines − zlikwidowany system komunikacji tramwajowej w Des Moines w Stanach Zjednoczonych, działający w latach 1868−1955.

## Historia

### Des Moines City Railway
Pierwsze tramwaje w Des Moines uruchomiono 11 stycznia 1868, były to tramwaje konne. 19 grudnia 1888 uruchomiono tramwaje elektryczne. Tramwaje elektryczne poruszały się po torach o szerokości 1435 mm. W latach 20. XX w. oprócz linii w mieście zbudowano także linie podmiejskie: do Urbandale (6 km od centrum miasta) i do Fort Des Moines (8 km ). Pierwszą zlikwidowaną linią była trasa w Scott Street. Ostatecznie tramwaje w Des Moines zlikwidowano 6 marca 1951. 

### Tramwaje podmiejskie należące do innych spółek
W 1902 otwarto podmiejską linię tramwajową o długości 42 km przez Altoona i Mitchelville do Colfax. W 1906 otwarto 47 km trasę tramwajową do Perry. Linie te były zarządzane przez spółkę Des Moines and Central Iowa Railway. W kolejnych latach zbudowano nowe linie podmiejskie do: Midvale, Fort Dodge, Evanston. Sieć tramwajów podmiejskich zarządzana przez spółkę Fort Dodge, Des Moines and Southern Railway w szczytowym momencie składała się z 235 km tras tramwajowych. Ostatnią linię tramwajową należącą do Des Moines and Central Iowa Railway zamknięto 28 września 1948 z powodu malejącej, od 1945, liczby pasażerów. 31 sierpnia 1955 zlikwidowano ostatnią linię tramwajową należącą do spółki Fort Dodge, Des Moines and Southern Railway, łączącą Des Moines z Fort Dodge. 